# Mitsuko Yoshikawa
Mitsuko Yoshikawa (吉川 満子, Yoshikawa Mitsuko, 21 de junho de 1901 – 8 de agosto de 1991) foi uma atriz japonesa que atuou em mais de 250 filmes, muitas vezes sob a direção dos cineastas Yasujirō Ozu e Hiroshi Shimizu.
Ela ingressou nos estúdios da Shochiku em 1924 e estreou no cinema em 1926 com o filme Kujaku no hikari. Após a Segunda Guerra Mundial, ela se tornou freelancer e, além de trabalhar para a Shochiku, ela apareceu em produções da Toho, Shintoho, Daiei, dentre outros estúdios nacionais. Ela fez sua última atuação em 1984 com o filme Osōshiki, de Juzo Itami.

## Filmografia selecionada
- 1926: Kujaku no hikari (dir. Jirō Yoshino)
- 1930: Kinuyo monogatari (dir. Heinosuke Gosho)
- 1932: Umarete wa mita keredo (dir. Yasujiro Ozu)
- 1933: Kimi to wakarete (dir. Mikio Naruse)
- 1933: Yogoto no yume (dir. Mikio Naruse)
- 1934: Haha o kowazuya (dir. Yasujirō Ozu)
- 1934: Kinkanshoku (dir. Hiroshi Shimizu)
- 1935: Jinsei no onimotsu (dir. Heinosuke Gosho)
- 1936: Hitori musuko (dir. Yasujirō Ozu)
- 1936: Shindō zenhen (dir. Heinosuke Gosho)
- 1937: Shukujo wa nani wo wasureta ka (dir. Yasujiro Ozu)
- 1937: Kaze no naka no kodomo (dir. Hiroshi Shimizu)
- 1941: Toda-ke no kyōdai (dir. Yasujirō Ozu)
- 1941:  Mikaheri No Tou (dir. Hiroshi Shimizu)
- 1946: Aru yo no Tonosama (dir. Teinosuke Kinugasa)
- 1947: Nagaya shinshiroku (dir. Yasujirō Ozu)
- 1950: Akogare no Hawaii Kōro (dir. Torajirō Saitō)
- 1950: Kon'yaku yubiwa (dir. Keisuke Kinoshita)
- 1955: Takekurabe (dir. Heinosuke Gosho)
- 1962: Akitsu onsen (dir. Yoshishige Yoshida)
- 1984: Osōshiki (dir. Juzo Itami)